# Juan Vara
Juan Vara, nacido en La Coruña en 1959, es un compositor español. 
Vara es autor de obras pianísticas, camerísticas, vocales y orquestales. De estas últimas, algunas han sido encargadas y estrenadas por la Orquesta Sinfónica de Galicia (OSG) y la Real Filharmonía de Galicia (RFG). Entre ellas, pueden señalarse: Aparición en la distancia secreta, Al fondo del espejo de la noche, Desde el abismo a la otra orilla, Enigmas de la temporalidad (sobre un poema de Eloy Sánchez Rosillo) o Noche más allá de la noche (tres cantos de Antonio Colinas).
- Datos: Q5952751